# Marie-Émile Boismard
Claude (en religion Marie-Émile) Boismard (14 décembre 1916 — Jérusalem, 23 avril 2004) est un exégète français, membre de l'ordre dominicain.

## Biographie

### Enfance et entrée chez les dominicains
Né à Seiches-sur-le-Loir, quatrième d'une fratrie de huit enfants, il est le fils d'Armand Boismard (1883-1966), officier d'infanterie, et de Marie Collière (1887-1948). Il passe son baccalauréat (mention philosophie) et entre dans la province dominicaine de Lyon où il reçoit le nom de Marie-Émile lors de sa profession en 1935.

### Formation et Seconde Guerre mondiale
Il effectue son service militaire en 1937 comme opérateur radio. Mobilisé pendant la Seconde Guerre mondiale, il est affecté à une division de chars légers. Après la dissolution de l'armée par Vichy, il rejoint le studentat de Saint-Alban-Leysse où il est ordonné en 1943. Il retourne au Saulchoir d'Etiolles et obtient le lectorat en théologie avec sa thèse sur "la doxa dans les épîtres de Paul".

### École de Jérusalem et Université de Fribourg (1948-1953)
Le 6 janvier 1946, il débarque à Jérusalem pour rejoindre l'École biblique de Jérusalem. Repéré par Pierre Benoit, alors chargé de l'enseignement du Nouveau Testament, il est agrégé au corps professoral en 1948. Il se spécialise dans la littérature johannique et travaille sur une nouvelle traduction de l'Apocalypse assortie d'un commentaire qui sort en 1950. Remarqué pour son travail sur le sujet, il est envoyé à l'université de Fribourg comme professeur du Nouveau Testament. Remplacé par Ceslas Spicq, il revient à l’École de Jérusalem en 1953.

### Retour à l'École de Jérusalem (1953-1993)
Il y publie et enseigne pendant plus de 40 ans s'intéressant en particulier à l’Évangile de Jean, aux Évangiles synoptiques et aux Actes des Apôtres.

## Pensée et publications
Il s'est notamment intéressé à l'évangile selon Jean, avançant l'hypothèse que l'apôtre Jean ne serait pas l'auteur de cet évangile, qui serait Jean le Presbytre. Il a, en effet, mis au jour une notice, attribuée à Papias, et divers textes plus tardifs tels qu'un martyrologe syriaque relatant le martyre des deux apôtres fils de Zébédée à Jérusalem, un livre de la liturgie gallicane, un sacramentaire irlandais et un manuscrit conservé à la cathédrale de Trèves, selon lesquels l'apôtre Jean, fils de Zébédée, serait mort soit en 43, soit peu après. Cela, toujours selon M.-É. Boismard, serait conforme à l'évangile de Marc où Jésus a annoncé à Jean et Jacques, fils de Zébédée, leur mort en martyrs, ce qui serait incompatible avec une mort de Jean à Éphèse, à un âge avancé.
Marie-Émile Boismard a notamment participé à la traduction de la Bible de Jérusalem et a réalisé la Synopse des quatre Évangiles. En 1988, il avait été fait Docteur honoris causa de l'université catholique de Louvain (KUL). Il a marqué l'exégèse du XXe siècle et influencé plusieurs générations d'étudiants et de chercheurs.
Il a participé à la série d'émissions de Gérard Mordillat et Jérôme Prieur sur la naissance du christianisme, Corpus christi (1997-1998), qui a suscité un grand retentissement en France et en Allemagne après sa première diffusion sur la chaîne Arte.

## L'hypothèse documentaire de Boismard dans les Actes

### Sources et rédaction des Actes selon l'hypothèse documentaire
Malgré la part de conjecture que comporte l'hypothèse documentaire de Boismard et Lamouille à propos des Actes des Apôtres, François Blanchetière estime qu'elle permet « de remonter de façon objective aussi haut que possible dans les étapes de la rédaction de ce livre » et la considère comme l'une des bases de travail envisageables, « mais sans exclusive ». Cette hypothèse examine « les divergences entre le texte occidental et le texte alexandrin, pour faire ressortir la pluralité des sources et l'évolution de la rédaction, chaque strate rédactionnelle possédant ses propres orientations ».
Les travaux de Marie-Émile Boismard et Arnaud Lamouille identifient quatre documents-sources hypothétiques. Le premier est ce qu'ils appellent « document pétrinien » ou « document P », qui constitue la "Geste de Pierre" et dont l'essentiel se retrouverait dans la première partie des Actes. Outre ce « document pétrinien », les deux premiers rédacteurs des Actes auraient aussi utilisé un « document johannique », écrit par un nazôréen fortement influencé par les idées de Jean le Baptiste.
Certains passages sont écrits à la première personne du pluriel, ce qui amène à penser qu'une des sources est un « journal de voyage » (par exemple : Mais, notre séjour achevé, nous partîmes. (Ac 21, 5)). La quatrième source serait un « document paulinien », rédigé lui aussi par un disciple de Paul de Tarse.
Boismard et Lamouille identifient trois phases de rédaction qu'ils appellent Act I, Act II, Act III. Act II représentant le « texte occidental ». Ils proposent d'identifier l'auteur de Act II avec l'évangéliste Luc. Son texte aurait été révisé par de nouvelles mains pour devenir Act III qui constitue la version des Actes des Apôtres que nous lisons. L'auteur de Act I aurait mis en œuvre le « document pétrinien » et le « Journal de voyage » sans reprendre la formulation en style « nous ». Il aurait utilisé le « document johannique » pour composer les discours attribués à Pierre (Ac 3, 19-26) à Étienne (Ac 7, 2s) et à Paul (Ac 13, 17s). « Act I était déjà structuré dans ses grandes lignes comme le Livre des Actes à notre disposition », avec d'abord la « Geste de Pierre » suivi par la « Geste de Paul ». Toutefois, l'épisode sur l'Assemblée de Jérusalem qui se trouverait initialement dans le document pétrinien et fait partie de la « Geste de Pierre » a été déplacé et inséré dans la « Geste de Paul », en Actes 15, 5s par l'auteur de Act II (qui pourrait être Luc).

### Datation selon l'hypothèse de Boismard et Lamouille
Marie-Émile Boismard et André Lamouille proposent d'identifier le deuxième rédacteur avec l'évangéliste Luc. Leur rédaction se situe dans le cadre des conflits qui ont opposé entre eux les différents groupes chrétiens dans les années 60-90 et surtout les années 80-90. Elle se situe « aussi dans le cadre des conflits pour la primauté qui, vers la même époque, ont opposé les courants religieux traversant la nation juive. »
Pour Marie-Émile Boismard et André Lamouille, le deuxième rédacteur des Actes (peut-être Luc) aurait amplement modifié le texte dans les années 80 et le troisième rédacteur aurait fait ses ajouts et modifications dans les années 90.
Boismard et Lamouille supposent l'existence d'un document pétrinien, comme l'une des sources dans laquelle les rédacteurs des Actes ont sélectionné certains épisodes tout en rejetant d'autres. Ils estiment qu'il est possible que ce document ait été rédigé avant la chute de Jérusalem.

### Plan des Actes selon l'hypothèse de Boismard et Lamouille
Le récit est composé de deux grands ensembles qui se suivraient dans le « document pétrinien ou Geste de Pierre » (§ 1 à 12) suivie de la « Geste de Paul » (§ 13 à 28). C'était déjà le cas à l'issue du travail du premier rédacteur des Actes. Le lien entre les deux récits étant fait par une montée de Paul et Barnabé à Jérusalem pour porter une collecte faite à Antioche qui n'a probablement pas eu lieu et qui n'est en tout cas pas mentionnée dans les Épîtres de Paul.
La Geste de Paul commençait avec le récit de la conversion de l'apôtre. C'est le deuxième rédacteur des Actes (Act II) — éventuellement Luc — qui a déplacé cette narration pour l'insérer dans la Geste de Pierre juste après la relation du martyre d'Étienne (8, 3a ; Ac 9. 1-30),.
Selon Boismard et Lamouille, la version initiale ne comportait que deux voyages missionnaires, racontés de 13, 1 à 18, 22. C'est le deuxième rédacteur des Actes qui a ajouté un troisième voyage missionnaire en se fondant sur les mêmes sources que l'auteur précédent pour — entre autres — s'étendre sur l'évangélisation à Éphèse. C'est aussi lui qui a inséré entre les « Gestes » des deux apôtres le récit de la mort d'Agrippa Ier, donnant ainsi l'impression que tout ce qui précède est daté d'avant 44 et tout ce qui suit est daté après cette date.
C'est aussi ce deuxième rédacteur qui a déplacé l'épisode sur l'Assemblée de Jérusalem et l'a inséré dans la « Geste de Paul », en Actes 15, 5s. Il a aussi déplacé le récit du remplacement de Judas Iscariote par Matthias que le premier rédacteur avait situé beaucoup plus tard. Il l'a inséré en 1, 15s, « séparant ainsi indûment le récit de l'Ascension de la Pentecôte », créant ainsi une incohérence sur le nombre d'apôtres compagnons de Pierre présente dans le texte occidental (Act II) et qui est corrigée par la suite dans le texte alexandrin (Act III),. Par la suite, le rédacteur de Act III a ajouté une relation de la mort de Judas Iscariote à la suite de cette insertion. Cette version de la mort de Judas est différente des deux autres versions connues au début du IIe siècle.
Cette hypothèse, formulée dans les années 1980, n'a plus aucun crédit dans l'exégèse contemporaine ni parmi les historiens.

## Distinctions et récompenses
En 1984, il est promu Officier de l'Ordre national du Mérite.

## Œuvres
- L'Apocalypse (La Sainte Bible traduite en français sous la direction de l'École biblique de Jérusalem), Paris, Cerf, 1950 ;
- Le Prologue de saint Jean, Paris, Cerf, coll. « Lectio divina, n° 11 », 1953 ;
- Du baptême à Cana (Jean 1,19-2,11), Paris, Cerf, coll. « Lectio divina, n° 18 », 1956 ;
- Quatre hymnes baptismales dans la première épître de Pierre, Paris, Cerf, coll. « Lectio divina, n° 30 », 1961 ;
- Synopse des quatre évangiles en français avec parallèles des apocryphes et des Pères, vol. I. Textes, avec P. Benoit, Paris, Cerf, 1965 ;
- Synopse des quatre évangiles en français, vol. II. Commentaire, avec Pierre Benoit, Arnaud Lamouille et P. Sandevoir, Paris, Cerf, 1972 ;
- Synopse des quatre évangiles en français, vol. III. L'Évangile de Jean, avec A. Lamouille et G. Rochais, Paris, Cerf, 1977 ;
- La Vie des Évangiles. Initiation à la critique des textes, avec A. Lamouille, Paris, Cerf, 1980 ;
- Le Texte occidental des Actes des apôtres. Reconstitution et réhabilitation, 2 vol., avec A. Lamouille, Paris, Recherche sur les civilisations, coll. « Synthèse, n° 17 », 1984. Édition nouvelle entièrement refondue, Paris, Gabalda, coll. « Études bibliques, n° 40 », 2000.
- Synopsis Graeca Quattuor Evangeliorum, avec A. Lamouille, Louvain-Paris, Peeters, 1986.
- Moïse ou Jésus. Essai de christologie johannique, Louvain, University Press-Peeters, coll. « BETL, n° 86 », 1988 (présentation en ligne) ;
- Les Actes des deux apôtres, 3 vol., avec A. Lamouille, Paris, Gabalda, coll. « Études bibliques, n° 12-14 », 1989 ;
- Un évangile pré-johannique : F. vol. I [Jean 1,1-2,12] en 2 tomes, avec A. Lamouille, Paris, Gabalda, coll. « Études bibliques, n° 17-18 », 1993 – vol. II [Jean 2,13-4,54] en 2 tomes, Paris, Gabalda, coll. « Études bibliques, n° 24-25 », 1994 ; vol. III ;
- L'Évangile de Marc, Sa préhistoire, Paris, Gabalda, coll. « Études bibliques, n° 26 », 1994 (présentation en ligne) ;
- Faut-il encore parler de « résurrection » ?, Paris, Cerf, 1995 (présentation en ligne) ;
- Jésus, un homme de Nazareth, raconté par Marc l'évangéliste, Paris, Cerf, 1996 (présentation en ligne) ;
- Le Martyre de Jean l'apôtre, Paris, Gabalda, coll. « Cahiers de la Revu e biblique, n° 35 », 1996 ;
- L'Évangile de l'enfance (Luc 1-2) selon le proto-Luc, Paris, Gabalda, coll. « Études bibliques, n° 35 », 1997 ;
- En quête du proto-Luc, Paris, Gabalda, coll. « Études bibliques, n° 37 », 1997 ;
- À l'aube du christianisme. Avant la naissance des dogmes, Paris, Cerf, coll. « Théologie », 1998 ;
- Critique textuelle ou critique littéraire ? Jean 7,1-51, Paris, Gabalda, coll. « Cahiers de la Revue biblique, n° 40 », 1998 ;
- La Lettre de saint Paul aux Laodicéens retrouvée et commentée, Paris, Gabalda, coll. « Cahiers de la Revue biblique, n° 42 », 1999 ;
- L'Énigme de la Lettre aux Éphésiens, Paris, Gabalda, coll. « Études bibliques, n° 39 », 1999.
- Le Baptême selon le Nouveau Testament, Paris, Cerf, coll. « Théologie », 2001 ;
- Comment Luc a remanié l'évangile de Jean, Paris, Gabalda, coll. « Cahiers de la Revue biblique, n° 51 », 2001 ;
- L'Évangile selon Matthieu, d'après un papyrus de la collection Schøyen. Analyses littéraires, Paris, Gabalda, coll. « Cahiers de la Revue biblique, n° 55 », 2003.